# Michael Angarano
Michael Anthony Angarano, ameriški filmski in televizijski igralec, *3. december 1987, Brooklyn, New York, Združene države Amerike.
Najbolje je poznan po svoji vlogi Willa Branika v filmu Sky High: Šola za junake iz leta 2005. Sicer je imel pomembnejše vloge tudi v filmih, kot so Povej! (2004), Gospodarji Dogtowna (2005) in Mož na stolu (2007).

## Zgodnje življenje
Michael Anthony Angarano se je rodil 3. decembra 1987 v Brooklynu, New York, Združene države Amerike kot sin mame Doreen in očeta Michaela Angarana. Ima italijanske korenine; ima tudi mlajšo sestro Erico (ki se šola na univerzi San Diego State University '13), mlajšega brata Andrewa in starejšo sestro Kristen (ki se šola na univerzi California Lutheran University '06). Njegova družina ima v lasti in operatuje s tremi vplivnimi plesnimi studiji: dva sta v New Yorku (Brooklyn in Staten Island), eden pa v Kaliforniji (Los Angeles), imenovan Reflections in Dance. Njegova mama, Doreen je lastnica in upravnica vseh treh. Kristen, njegova starejša sestra, je tudi so-upravnica studija v Los Angelesu in menedžerka dveh v New Yorku. Njegova mlajša sestra, Erica, je preden se je začela šolati na univerzi San Diego State University, poučevala ples v studiju v Los Angelesu. Michael Angarano se je šolal na šoli Crespi Carmelite High School, ki jo je končal leta 2005, danes pa ima stanovanje v Sherman Oaksu v Los Angelesu.

## Kariera
Michael Angarano je s svojo igralsko kariero začel leta 1997, ko je igral v filmu V bogastvu in bedi, temu pa je leta 1999 sledil film Glasba mojega srca z Meryl Streep in film Baby Huey's Great Easter Adventure. Leta 2000 je imel manjšo vlogo mladega Williama v kritično uspešnem filmu Majhne skrivnosti poleg Evan Rachel Wood in Davida Gallagherja. Istega leta je posnel tudi film Podjetni sin s  Kevinom Kilnerjem in Alexandro Paul ter film Skoraj popularni s Kate Hudson v glavni vlogi. Leta 2001 je začel s snemanjem televizijske serije Will in Grace, za katero je do leta 2006 posnel enajst epizod. V njej je igral Elliota, sina Jacka McFarlanda.
Leta 2003 je Michael Angarano igral v televizijskem filmu Maniac Magee kot Jeffery Lionel Magee, dvanajstletni fant, ki najde svojo pot do Two Millsa, Pensilvanija, mesto, kjer so sloji razdeljeni po barvi kože. Film je premiero doživel na Nickelodeonu. Istega leta je imel vlogo mlajšega Reda Pollarda v filmu Seabiscuit.
Leta 2004 je imel Michael Angarano vlogo Davida v filmski upodobitvi istoimenskega romana, v filmu Povej!, kjer je imela glavno vlogo Kristen Stewart, ki je kasneje zaslovela s filmsko upodobitvijo serije Somrak. Istega leta je igral v dveh epizodah serije Življenje na plaži in v filmu Vmesni svet s Hayden Pannetiere. Michael Angarano je leta 2005 imel poleg igralcev, kot so Kelly Preston, Lynda Carter, Danielle Panabaker, Mary Elizabeth Winstead, Bruce Campbell, Dave Foley, Steven Strait ter Kurt Russell glavno vlogo v filmu Mikea Mitchella Sky High: Šola za junake, poleg Heatha Ledgerja in Nikki Reed pa je imel pomembnejšo vlogo v filmu Catherine Hardwicke, Gospodarji Dogtowna. Oba filma sta izšla v poletju leta 2005. Ostali filmski projekti vključujejo filme Draga Wendy, Less than Perfect, The Bondage, Black Irish, Mož na stolu, The Final Season, Snežni angeli in The Forbidden Kingdom, v katerem sta igrala tudi Jackie Chan in Jet Li. Leta 2007 je igral v štirih epizodah televizijske serije 24 kot Scott Wallace, najstnik, ki ga teroristi zajamejo kot talca.
Michael Angarano je odšel na avdicijo za vlogo v filmu Justice League of America, ki pa je ni dobil. Leta 2005 je igral v filmu One Last Thing. Leta 2008 je imel manjšo vlogo v filmu Noah's Ark: The New Beginning. Njegov zadnji filmski projekt je film Gentlemen Broncos režiserja uspešnice Napoleon Dinamit, Jareda Hessa. Film je bil komedija in izšel oktobra 2009.
Leta 2008 se je pojavil v reviji Vanity Fair kot eden izmed Hollywoodskih mladih zvezdnikov, imenovanih »Novi val« (»New Wave«).

## Zasebno življenje
V intervjuju iz leta 2008 za revijo Vanity Fair je sodelavka Michaela Angarana iz filma Povej!, Kristen Stewart povedala, da sta z Michaelom začela hoditi. Od takrat sta se že razšla.
Michael Angarano igra kitaro in violino. Igranja violine se je moral naučiti za svojo vlogo v filmu Glasba mojega srca.

## Filmografija
| Leto      | Naslov                             | Vloga                | Opombe                |
| --------- | ---------------------------------- | -------------------- | --------------------- |
| 1997      | V bogastvu in bedi                 | Sammy Yoder          |                       |
| 1999      | Glasba mojega srca                 | Nick (7 let)         |                       |
| 1999      | Baby Huey's Great Easter Adventure | Nick                 |                       |
| 2000      | Skoraj popularni                   | Mladi William        |                       |
| 2000      | Podjetni sin                       | Matt Tyler           |                       |
| 2001–2006 | Will in Grace                      | Elliot               | Televizija, 11 epizod |
| 2002      | Majhne skrivnosti                  | Philip               |                       |
| 2003      | Seabiscuit                         | Mladi Red Pollard    |                       |
| 2003      | Maniac Magee                       | Jeffrey Lionel Magee | Televizijski film     |
| 2004      | Vmesni svet                        | Rocky Mazzelli       | Omejena izdaja        |
| 2004      | Življenje na plaži                 | Jeb Ekhart           | Televizija, 2 epizodi |
| 2004      | Povej!                             | David Petrakis       |                       |
| 2005      | Draga Wendy                        | Freddie              | Omejena izdaja        |
| 2005      | Sky High: Šola za junake           | Will Stronghold      | Glavna vloga          |
| 2005      | Gospodarji Dogtowna                | Sid                  |                       |
| 2006      | One Last Thing...                  | Dylan                | Omejena izdaja        |
| 2006      | Less than Perfect                  | George Denton        | Televizija, 2 epizodi |
| 2007      | The Final Season                   | Mitch Akers          |                       |
| 2007      | Mož na stolu                       | Cameron              |                       |
| 2007      | Snežni angeli                      | Arthur               | Neodvisni film        |
| 2007      | 24                                 | Scott Wallace        | Televizija, 4 epizode |
| 2007      | Black Irish                        | Cole                 |                       |
| 2007      | The Bondage                        | Charlie              |                       |
| 2008      | The Forbidden Kingdom              | Jason Tripitikas     |                       |
| 2008      | Noah's Ark: The New Beginning      | Townsman             | animirani film        |
| 2009      | Gentlemen Broncos                  | Benjamin Purvis      | post-produkcija       |